# 鷲田祐一
鷲田 祐一（わしだ ゆういち、1968年 - ）は日本の経営学者。一橋大学大学院経営管理研究科教授。国立大学法人一橋大学学長補佐。日本マーケティング学会副会長。
専門は、マーケティング論・イノベーション研究。学位は、博士（学術）（東京大学・2008年）。ドコモ・モバイル・サイエンス賞、日刊工業新聞社賞等受賞。

## 経歴・人物
福井県出身。福井県立武生高等学校を経て、1991年一橋大学商学部経営学科卒業。伊丹敬之ゼミ出身。大学卒業後博報堂入社。マーケティング局配属。1999年博報堂生活総合研究所研究員、2000年同主任研究員。
2003年マサチューセッツ工科大学メディア比較学科に客員研究員として留学。2005年博報堂研究開発局上席研究員、2008年東京大学大学院総合文化研究科広域科学専攻博士後期課程修了、博士（学術）。2009年博報堂コンサルティング局イノベーション・ラボ上席研究員。
2010年一橋大学商学部非常勤講師、2011年一橋大学大学院商学研究科准教授、2015年同教授。この間経済産業省産業構造審議会基本問題小委員会臨時委員、経済産業省社会参加型のニューグリーンプロジェクト創出に向けた検討会委員、経済産業省環境負荷可視化に係る国際動向の勉強会見える化のコミュニケーションを考えるWG委員等も務めた。2020年国立大学法人一橋大学学長補佐（広報・コミュニケーション改革担当）、一橋大学データ・デザイン研究センター長。2021年日本マーケティング学会副会長。
2006年The Emerald Literati Network Awards for Excellence受賞、2007年ドコモ・モバイル・サイエンス賞社会科学部門奨励賞受賞。2014年、松井剛及び上原渉との共著論文"Do Foreign Creative Industry Products Contribute to the Promotion of Products imported from the Same Country?"により、世界マーケティング経営学会連合（GAMMA）Global Marketing Conferenceテイラーアンドフランシス最優秀論文賞受賞。2015年日本オフィス家具協会オフィス関連書籍奨学資金審査優秀賞及び日刊工業新聞社賞受賞。

## 著作
- （関沢英彦、ミカエル・ビョルンと共著）『シチュエーションマーケティング―ケータイ時代の消費を捉える新発想』かんき出版 (2002/09)
- 『未来を洞察する』NTT出版 (2007/03)
- 『デザインがイノベーションを伝える -- デザインの力を活かす新しい経営戦略の模索』有斐閣 (2014/5/16)
- 『イノベーションの誤解』日本経済新聞出版社 (2015/3/26)
- 『日本は次に何を売るか』同文舘出版(2015/8/1)
- 『未来洞察のための思考法: シナリオによる問題解決』勁草書房 (2016/5/27)
- （崎谷実穂と共著）『Twitter カンバセーション・マーケティング』日本経済新聞出版社 (2016/8/31)